# Naive
I Naive sono stati un gruppo italiano di musica dance.

## Il gruppo
Il gruppo Naive nasce per volontà dei 3 fondatori di Pooper Scooper Productions, Luca Lento, Vincenzo Callea e Roberto Terranova, e del cantante e coautore Marco Adragna. Singolare esordio quello del gruppo che parte dal loro secondo singolo, invece che dal primo.
Il primo singolo, infatti, uscito nella primavera del 2000 e intitolato Welcome to Paradise, ottiene un successo piuttosto modesto in radio e discoteche. Il famoso team però non si dà per vinto e sforna dopo 9 mesi, nell'Ottobre del 2000, un singolo dal successo planetario, destinato a rimanere per ben 9 mesi di seguito ai primi posti delle classifiche dance di tutta europa: il titolo è Looking for Happiness. Il successo verrà bissato l'anno dopo, anche se in misura un po' minore, dal terzo singolo: Joy Is.
La storia dei Naive ha una fine inaspettata. Nel 2002 il gruppo decise di seguire un discografico dall'etichetta V2 alla Virgin. Era stato previsto un nuovo album e un nuovo singolo, Time to Love, ma a causa di dissapori tra gli autori e l'etichetta (probabilmente legati ad un cambiamento di genere del disco), il gruppo venne archiviato e mai più ripreso, e non si sa se verrà ripreso o definitivamente archiviato.

## Discografia

### Singoli
- 2000 - Welcome to Paradise
- 2001 - Looking for Happiness (#23[1])
- 2001 - Joy Is (#28[1])